# Juan Manuel Zuloaga
Juan Manuel Zuloaga Navarrete (Lima, 1862 - ibídem, 26 de agosto de 1944) fue un militar y político peruano. Durante el segundo gobierno de José Pardo y Barreda fue ministro de Guerra (1918-1919), ministro interino de Gobierno y presidente del Consejo de Ministros (1919).

## Biografía
Sus padres fueron Javier Manuel Zuloaga y Andrea Matilde Navarrete, ingresó al ejército en 1880, en plena guerra con Chile, sirviendo como soldado en las baterías durante la defensa del Callao. Tuvo un rápido ascenso, y era oficial del estado mayor, cuando luchó en las batallas de San Juan, Chorrillos y Miraflores (1881). Mereció diversas condecoraciones  como premio a su actuación.
Finalizada la guerra, se consagró a su profesión militar y siempre se mantuvo leal al poder constituido legalmente. Participó en la represión del motín producido en el cuartel de Santa Catalina, el 3 de diciembre de 1890. Durante la guerra civil de 1894-1895 se batió en defensa del gobierno del general Andrés A. Cáceres contra la revolución encabezada por Nicolás de Piérola. Por su actuación durante los enfrentamientos en Lima de 17 de marzo de 1895, fue ascendido a sargento mayor. Pero finalmente Cáceres abandonó el poder y Zuloaga fue apartado temporalmente del servicio.
Reincorporado en el ejército, estudió bajo la dirección de los instructores franceses contratados por el gobierno constitucional de Nicolás de Piérola. Ascendió a teniente coronel en 1901; a coronel en 1910; y a general de brigada en 1918.
Fue comandante del regimiento de artillería de montaña (1908-1909); director de Guerra en el respectivo ministerio (1910), jefe del Estado Mayor del Ejército (1913), comandante general de las divisiones del Norte y el Sur (1914-1918).
Fue también profesor de Geografía Militar en la Escuela Militar de Chorrillos (1907-1908). y director de misma (1918).
Durante el segundo gobierno de José Pardo y Barreda fue designado ministro de Guerra, integrando el gabinete presidido por el doctor Germán Arenas (18 de diciembre de 1918). Interinamente se hizo cargo de la cartera de Gobierno.
Tras la renuncia de Arenas a consecuencia del intento de asesinato de Augusto Durand, líder del Partido Liberal, se hizo cargo de la presidencia del Consejo de Ministros, manteniendo la cartera de Guerra (26 de abril de 1919). El gabinete que presidió fue el último del gobierno de Pardo; lo integraban Arturo García Salazar (Relaciones Exteriores), Ángel Gustavo Cornejo (Justicia e Instrucción), Héctor Escardó (Hacienda), Manuel A. Vinelli (Fomento) y Óscar Mavila (Gobierno).
Pese a la crisis económica, durante esta época se hicieron muchos avances en el campo de la defensa nacional, modernizándose la instrucción militar y el material de guerra. Se inició la enseñanza de la aeronáutica, contratándose a expertos aviadores franceses para tal fin; se enviaron pilotos peruanos para entrenarse en la escuela argentina del Palomar; se contrató una nueva misión francesa para la instrucción del ejército; se creó el servicio de aviación militar; se adquirieron los primeros aviones para el cuerpo aeronáutico del ejército; se repararon las unidades de la armada; se contrató la adquisición de gran cantidad de armamentos y municiones, parte de los cuales llegaron después de la caída del gobierno de Pardo; se creó el servicio de remonta y se adquirió de Argentina buen número de sementales.
Al producirse el golpe de Estado protagonizado por Augusto B. Leguía el 4 de julio de 1919, fue apresado junto con el presidente Pardo y conducido a los salones de la prefectura y luego a la Penitenciaría de Lima.
Liberado, viajó a Europa. Retornó en 1926 y fue designado presidente del Consejo de Oficiales Generales (1927).
Integró después la comisión que se abocó al estudio de los planes de defensa nacional.
Ya retirado del servicio, fue elegido presidente de la Sociedad Fundadores de la Independencia, Vencedores del Dos de mayo de 1866 y Defensores Calificados de la Patria (1930-1935).
Perteneció a la Sociedad Geográfica de Lima. Fue condecorado con la Orden Militar de Ayacucho y la Orden El Sol del Perú.
Falleció viudo en la tarde del 26 de agosto de 1944 a los 82 años en el Cercado de Lima. Estuvo casado con Doña Ana María Olivera Pissis (1969-1938) desde el 7 de octubre de 1901

## Publicaciones
- Conferencias de Geografía Militar dictadas... en 1907-1908 (1918).
- Manual de artillería (1918).